# كريستيان سافاني

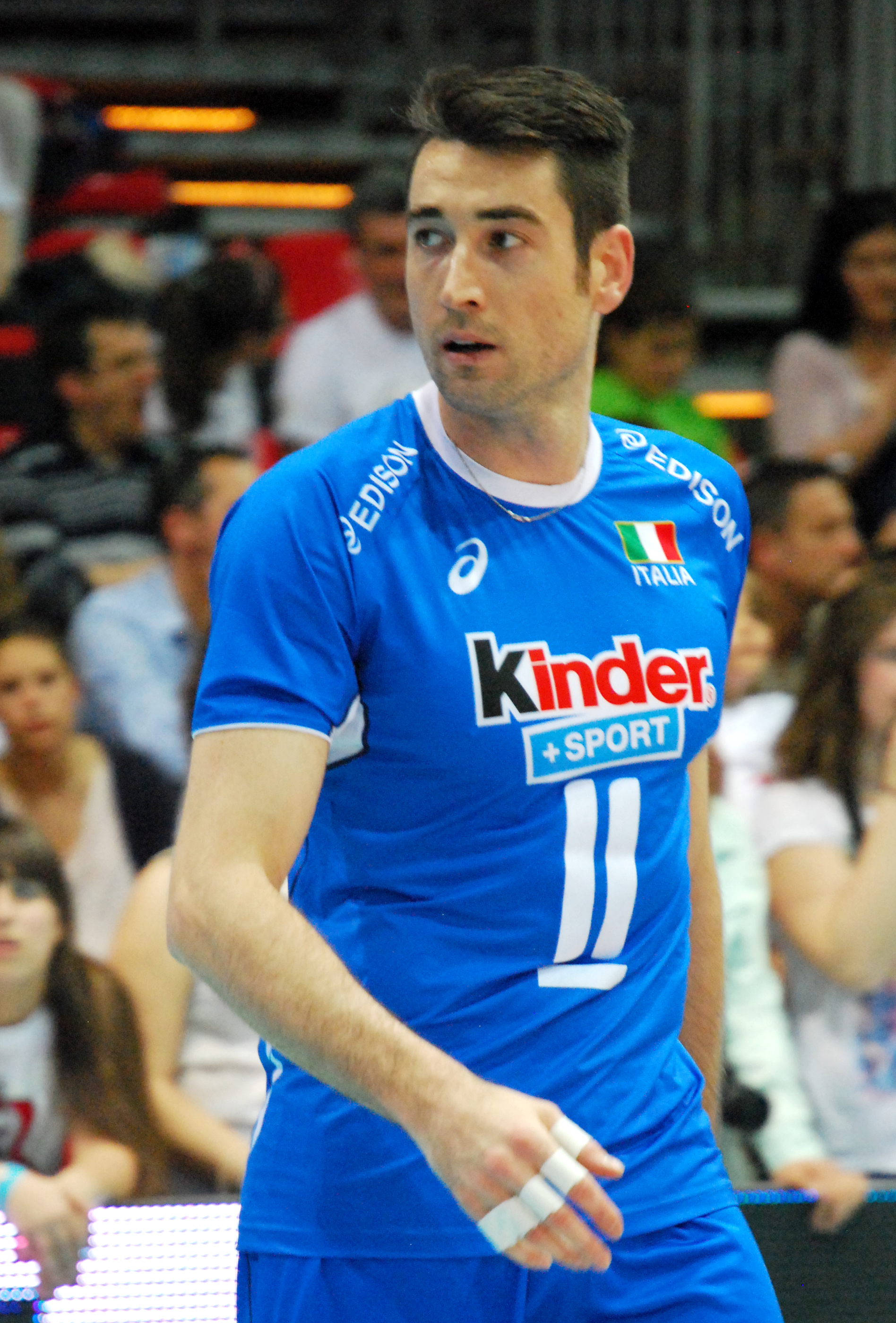
سافاني

كريستيان سافاني (بالإيطالية: Cristian Savani) (ولد في 22 فبراير 1982)، عضو في المنتخب الإيطالي في 2001-2013. كريستيان أفضل خادم دورة الألعاب الأوليمبية لندن 2012.

## معلومات الأندية
- النادي الحالي: شنغهاي
- النادي الأول : مونتيشياري

## معلومات تقنية
الطول: 1,96 م
الارتقاء في السحق: 3,54 م
الارتقاء في الصد: 3,35 م

## روابط خارجية
- كريستيان سافاني على موقع الاتحاد الأوروبي (الإنجليزية)
- كريستيان سافاني على موقع عالم الكرة الطائرة (الإنجليزية)
- كريستيان سافاني على موقع دوري الدرجة الأولى الإيطالي للكرة الطائرة - رجال (الإيطالية)
- كريستيان سافاني على موقع اللجنة الأولمبية الدولية (الإنجليزية)
- كريستيان سافاني على موقع أوليمبيديا (الإنجليزية)
- كريستيان سافاني على موقع اللجنة الأولمبية الإيطالية (الإيطالية)